# Рубио, Альваро
Альваро Рубио Робрес (исп. Álvaro Rubio Robres; (род. 18 апреля 1979[…], Логроньо) — испанский футболист, игравший на позиции опорного полузащитника; тренер.

## Клубная карьера
Альваро Рубио начал карьеру в «Сарагосе Б». В январе 2000 года он покинул резервную команду и подписал контракт с «Альбасете», где быстро стал ключевым игроком. В сезоне 2002/03 клуб вернулся в Ла Лигу спустя семь лет, а 26 октября 2003 года Рубио дебютировал в высшем дивизионе в матче против «Бетиса». До июня 2006 года он провёл более 50 матчей за команду.
После вылета «Альбасете» во Второй дивизион Альваро перешёл в «Реал Вальядолид». В своём первом сезоне он был одним из ключевых игроков и помог клубу вернуться в элиту. В сезоне 2007/08 он забил свой первый гол за команду. Однако спустя два сезона из-за травм провёл всего 16 матчей, а «Вальядолид» вновь вылетел во Вторую лигу. Став одним из ветеранов клуба, Рубио получил капитанскую повязку и оставался лидером команды до завершения карьеры. В сезоне 2011/12 под руководством Мирослава Джукича он сыграл важную роль в выходе команды в Ла Лигу. В сезоне 2013/14 «Реал Вальядолид» занял второе место и снова поднялся в высший дивизион.
Летом 2016 года по истечении контракта Альваро подписал соглашение с индийским клубом «Бенгалуру», где провёл один сезон. В 2017 году он вернулся в Испанию.

## Карьера в сборной
На международном уровне Рубио выступал за сборную Испании U-20, которая выиграла чемпионат мира 1999 года. В финальном матче против Гондураса (3:1) он провёл на поле 55 минут. Также играл за молодёжную сборную U-21, дебютировав 9 октября 1999 года в матче квалификации чемпионата Европы против Израиля (2:1), где отметился голом.

## Тренерская карьера
После завершения игровой карьеры в 2017 году Рубио вошёл в тренерский штаб «Вальядолида», работая ассистентом Луиса Сесара Сампедро, Серхио Гонсалеса и Пауло Пеццолано.
8 ноября 2023 года он был назначен главным тренером «Реал Вальядолид Промесас», выступающего во Втором дивизионе RFEF. 2 ноября 2024 года временно возглавил основную команду «Вальядолида» после увольнения Пауло Пеццолано. 18 декабря 2025 года вновь стал исполняющим обязанности главного тренера после ухода Диего Кокки.